# خواكيم ترايير
خواكيم ترايير (بالنرويجية: Joachim Trier )‏ (و. 1974  م) هو مخرج أفلام نرويجي، ولد في كوبنهاغن.

## التعليم
تعلم في المدرسة الوطنية للسينما والتلفزيون ‏.

## جوائز
حصل على جوائز منها:
- Filmkritikerprisen  [لغات أخرى]‏، عن عمل: أوسلو، 31 أغسطس [الإنجليزية]‏ (2012)
- Amanda Award for Best Direction  [لغات أخرى]‏، عن عمل: أوسلو، 31 أغسطس [الإنجليزية]‏ (2012)
- Kanon prize for best screenplay ‏، عن عمل: أوسلو، 31 أغسطس [الإنجليزية]‏ (2011)
- Amanda Award for Best Direction  [لغات أخرى]‏، عن عمل: Reprise (film) [الإنجليزية]‏ (2007)
- Amanda Award for Best Screenplay ‏، عن عمل: Reprise (film) [الإنجليزية]‏ (2007)
- Filmkritikerprisen  [لغات أخرى]‏، عن عمل: Reprise (film) [الإنجليزية]‏ (2007).

## وصلات خارجية
- خواكيم ترايير على موقع IMDb (الإنجليزية)
- خواكيم ترايير على موقع روتن توميتوز (الإنجليزية)
- خواكيم ترايير على موقع مونزينجر (الألمانية)
- خواكيم ترايير على موقع ألو سيني (الفرنسية)
- خواكيم ترايير على موقع أول موفي (الإنجليزية)
- خواكيم ترايير على موقع قاعدة بيانات الأفلام السويدية (السويدية)
- خواكيم ترايير على موقع قاعدة بيانات الفيلم (الإنجليزية)
- خواكيم ترايير على موقع كينوبويسك (الروسية)